# 2041
Évszázadok: 20. század – 21. század – 22. század
Évtizedek: 1990-es évek – 2000-es évek – 2010-es évek – 2020-as évek – 2030-as évek – 2040-es évek – 2050-es évek – 2060-as évek – 2070-es évek – 2080-as évek – 2090-es évek
Évek: 2036 – 2037 – 2038 – 2039 –  2040 – 2041 – 2042 – 2043 – 2044 – 2045 – 2046
2041-es év (MMXLI) a Gergely-naptár szerint keddel kezdődik.

## Várható események

### Határozatlan dátumú események
- az év folyamán – Felülvizsgálat alá kerül az Antarktisz-egyezmény.[1]
- az év folyamán – A brit kormány feloldja a Rudolf Heßről szóló akták titkosságát.
- az év folyamán – A Habitable Worlds Observatory tervezett indítása.[2]
- az év folyamán – Elkészül a tokiói W350 felhőkarcoló, a világ legmagasabb fából készült toronyháza.[2]